# Theodor Kullak
Theodor Kullak, född den 12 september 1818 i Krotoschin, provinsen Posen, död den 1 mars 1882 i Berlin, var en tysk musiker, bror till Adolf Kullak, far till Franz Kullak och farbror till Ernst Kullak.
Kullak studerade i början medicin, senare musik för Dehn i Berlin samt Czerny, Sechter och Nicolai i Wien. Han blev 1843 musiklärare för prinsessan Anna i Berlin och 1846 hovpianist. 1850 grundade han jämte Julius Stern och Adolf Bernhard Marx det så kallade Sternska konservatoriet i Berlin, men utträdde därur 1855 och stiftade Neue akademie der tonkunst, vilken 1880 firade sitt 25-årsjubileum, med 100 lärare och över 1 000 lärjungar.
Kullaks kompositioner uppgår till omkring 130 arbeten, men anses allmänt mindre betydande än hans verksamhet som framstående pianist och i synnerhet pianolärare av främsta rang. Klassiska är hans pedagogiska verk Schule des oktavenspiels, Materialien für den elementarklavierunterricht och Praktischer theil zur methode des pianofortespiels von Moscheles und Fétis.